# Euphyia tonnaichana
Euphyia tonnaichana är en fjärilsart som beskrevs av Matsumura 1925. Euphyia tonnaichana ingår i släktet Euphyia och familjen mätare. Inga underarter finns listade i Catalogue of Life.